# Erioptera (Mesocyphona) thalia
Erioptera (Mesocyphona) thalia is een tweevleugelige uit de familie steltmuggen (Limoniidae). De soort komt voor in het Neotropisch gebied.